# Pont de Gignac
 (juillet 2020).
Si vous disposez d'ouvrages ou d'articles de référence ou si vous connaissez des sites web de qualité traitant du thème abordé ici, merci de compléter l'article en donnant les références utiles à sa vérifiabilité et en les liant à la section « Notes et références ».
Le pont de Gignac est un pont du XVIIIe siècle permettant au CD 619, ancienne RN 109, de franchir l'Hérault à Gignac, dans le département de l'Hérault.
Il est aujourd'hui situé à l'amont du pont du Languedoc qui permet le franchissement de l'Hérault par l'autoroute A750.

## Histoire
Le pont est situé sur la route reliant Montpellier à Lodève. Il a été projeté en 1774 par Bertrand Garipuy, le fils, directeur des travaux publics de la province de Languedoc à la suite de son père François Garipuy. Il a été commencé en 1776. La construction a été continuée par son neveu Ducros, poursuivie par Antoine Billoin (ou Billouin) aîné (1732-1806) et achevée en 1810 par l'ingénieur en chef Jean Emmanuel Fontenay (1761-1829).

### Avant-projets
Le premier projet date de 1756. Il avait déjà trois arches mais d'à peu près égales ouvertures, semblable au pont de Carbonne sur la Garonne, au sud de Toulouse, entre 1765 et 1780. Les plans de ce premier projet de François Garipuy père sont datés du 22 octobre 1756. Le coût estimé de ce premier projet était de 180 000 livres. Mais on ne lui a pas donné suite. En 1772, Garipuy père demande son remplacement dans son poste de directeur des travaux publics du Languedoc par son fils, Bertrand Garipuy. Il va quand même continuer à suivre le projet.
À la demande des diocèses de Béziers et de Lodève, les États décident en 1773 de faire de nouvelles études. Des sondages sont faits dans le lit de l'Hérault. Ils ont permis de déterminer l'endroit où le lit de la rivière était le moins profond. Un second projet avec trois arches égales de 33,3 m (17 toises) est proposé, mais probablement à cause des fondations, sa dépense passe de 180 000 livres à 510 000 livres. Le projet devait probablement proposer de remplacer les fondations sur pilotis par des fondations réalisées à l'intérieur de bâtardeaux pour les piles. Les sondages ont montré que le profil du fond rocheux de la rivière plonge rapidement depuis chaque berge jusqu'à 10 m de profondeur.
De nouveaux sondages faits en 1774 confirment les résultats obtenus en 1773. C'est pourquoi, dans la séance du 30 décembre 1774, les États ont demandé à Bertrand Garipuy, directeur des travaux publics du Languedoc depuis 1772, d'étudier une solution en augmentant la portée de l'arche centrale pour diminuer le coût des fondations et d'en proposer le devis.

### Le projet définitif et son exécution
Le projet est étudié en 1775 et devient définitif par l'approbation du 22 février 1776.
Pour juger de ce choix, avant de construire le pont de Gignac, il a été construit une réduction du pont au sixième de sa dimension sur le ruisseau de Larnoux. Ce pont reproduit toutes les caractéristiques du pont de Gignac à l'échelle réduite d'un pied pour une toise, soit un sixième. Cette miniature du pont de Gignac a été construite entre 1776 et 1777, à six kilomètres du pont de Gignac. Il a été conçu par Bertrand Garipuy pour juger de l'effet produit par les dispositions architecturales sur un modèle réduit.
L'adjudication est faite le 12 juillet 1776 au sieur Bousquet dit La Rose, maître-maçon, cautionné par les sieurs Jean-Baptiste Durand, greffier en chef du sénéchal et Présidial, Nicolas Clément, trésorier de l'artillerie et du génie, et André Bessière, bourgeois, tous habitant à Montpellier.
La fondation de la première pile est achevée en 1780. Des travaux supplémentaires ont été provoqués par la présence de restes de l'ancien pont. Les États reprochèrent à Garipuy de les avoir faits sans obtenir leur accord préalable.
L'année 1781 se passe en préparation des travaux pour la seconde pile et en analyse des réclamations de l'entreprise de travaux.
En 1782, les deux Garipuy meurent au cours d'une épidémie de suette, à Toulouse, le père le 1er avril, le fils le 20 mai. Ils sont remplacés par leur neveu, Jean Antoine Marie Thérèse Ducros (1748-1814). Leur mort va faire que l'année 1782 n'a pas vu d'avancée significative des travaux.
On peut lire dans le procès-verbal de la réunion des États généraux du Languedoc du 30 décembre 1774, qu'il a cherché un nouvel ordre d'architecture pour sauver la grande inégalité des arches. Le choix s'est porté vers une très grande arche surbaissée épaulée par deux massifs que traversent les arches latérales.
Le coût de construction estimé primitivement à une dépense de 510 000 livres a finalement terminé à plus d'un million. Les seules fondations et les cintres ont coûté 480 000 livres. Le pont a été financé par les États généraux du Languedoc.
Le second batardeau est fait dans l'année 1783 et la fondation de la seconde pile en 1784 et terminée le 9 juillet. Pour activer le chantier, Ducros ne le quitte pas pendant l'année 1784. Il est secondé par l'inspecteur Billoin.
En 1785, on élève les piles et les culées sur 5,2 m de hauteur et on commence les appuis du cintre en maçonnerie de l'arche latérale côté Gignac.
En 1786, le cintre de l'arche latérale côté Gignac est terminé, la voûte du cintre est posée et clavée le 4 novembre. On construit l'appui du cintre de la travée latérale côté Saint-André.
L'année 1787 se passe dans la construction du cintre côté Saint-André. L'arche de la travée côté Gignac est posée et décintrée au mois de juin avec une flèche de 0,013 5 m.
En 1788, on fait les mêmes opérations sur la travée latérale côté Saint-André. L'arche est clavée le 14 juillet. Les évènements politiques français vont faire que cette année a été la dernière où le compte-rendu des travaux se trouve dans les archives des États généraux du Languedoc. Dans le dernier rapport il était prévu comme avancement du chantier :
- en 1789, on construit le cintre de l'arche centrale ;
- en 1790, début de la construction de la grande arche qui doit se terminer en 1791 ;
- en 1792, on construit les reins de l'arche, on réalise la chape en béton pour poser les cordons, les parapets et fin du chantier.

La réalisation va être tout autre. Le chantier est payé en assignats en 1791 dont la valeur va rapidement se dégrader. Les travaux vont progressivement s'arrêter. Le rapport de l'ingénieur en chef montre que la voûte de la grande arche est terminée et décintrée depuis fin 1794 mais que les différentes arches du pont ne sont pas encore recouvertes par la couche de roulement définitive pour les protéger entraînant des infiltrations d'eau d'où des dégradations des pierres.
Les travaux ne reprennent qu'en septembre 1801 pour se terminer en 1810. À partir de 1802, le sieur Clément, ancien directeur des vivres, héritier de Nicolas Clément, et seule caution solvable du pont, adresse de pressantes requêtes pour être payé ou indemnisé des pertes considérables qu'il a dû subir pour la construction.
Ducros nommé inspecteur général des ponts et chaussées quitte le chantier en 1791. Il est remplacé par Billoin nommé ingénieur en chef qui est remplacé en 1803 par l'ingénieur en chef Fontenay assisté de l'ingénieur Giroud qui surveille le chantier depuis 1791.
En 1895, le garde-corps et la chaussée ont été modifiés pour pouvoir faire passer sur le pont le chemin de fer départemental de Montpellier à Rabieux à côté de la route nationale.
Le pont de Gignac a été inscrit aux monuments historiques le 29 décembre 1950.

## Description
Pont en maçonnerie à trois arches. L'arche centrale a une ouverture de 48,42 m, et les arches latérales de 25,97 m. Le débouché linéaire total au niveau de la naissance des voûtes est de 100,36 m.
Longueur totale au niveau de la tablette du garde-corps : 174,76 m.
La hauteur totale entre le socle et le dessus du garde-corps est de 20,64 m.
Si les fondations des culées ont été faciles à réaliser, celles des piles exécutées sous l'eau ont été plus délicates pour aller chercher le rocher en enlevant le sable et le gravier qui le recouvraient. Les crues fréquentes ont nécessité de reprendre cette opération plusieurs fois. Ces opérations ont été faites à l'aide d'un ou deux pontons de dégravoiement qui portaient deux dragues à cuiller à longue hampe actionnées par des roues à pédales mues par des hommes. Les fondations des piles ont été réalisées à l'intérieur de batardeaux rectangulaires. L'épuisement à l'intérieur des batardeaux était réalisé à l'aide de vis d'Archimède. Les maçonneries des fondations ont été faites en moellons de Saint-Beauzile[réf. nécessaire] liaisonnés par un mortier de pouzzolane. Leur surface couvrait la totalité de la surface intérieure du batardeau.
Les cintres des arches ont été réalisés en maçonnerie comme celui du pont de Lavaur. Le cintre de la grande arche a été exécuté en 1775. Ce choix d'une solution fort coûteuse avait plusieurs raisons :
- l'effondrement d'un cintre en bois pendant la construction de l'arche du pont d'Ornaisons, sur l'Orbieu, en août 1749 ;
- la plus grande solidité ;
- moins de déformation pendant la construction de l'arche.

Son coût excessif a fait ensuite abandonner cette solution.
Les pierres de taille proviennent d'une carrière située près du Pouget.

## Galerie

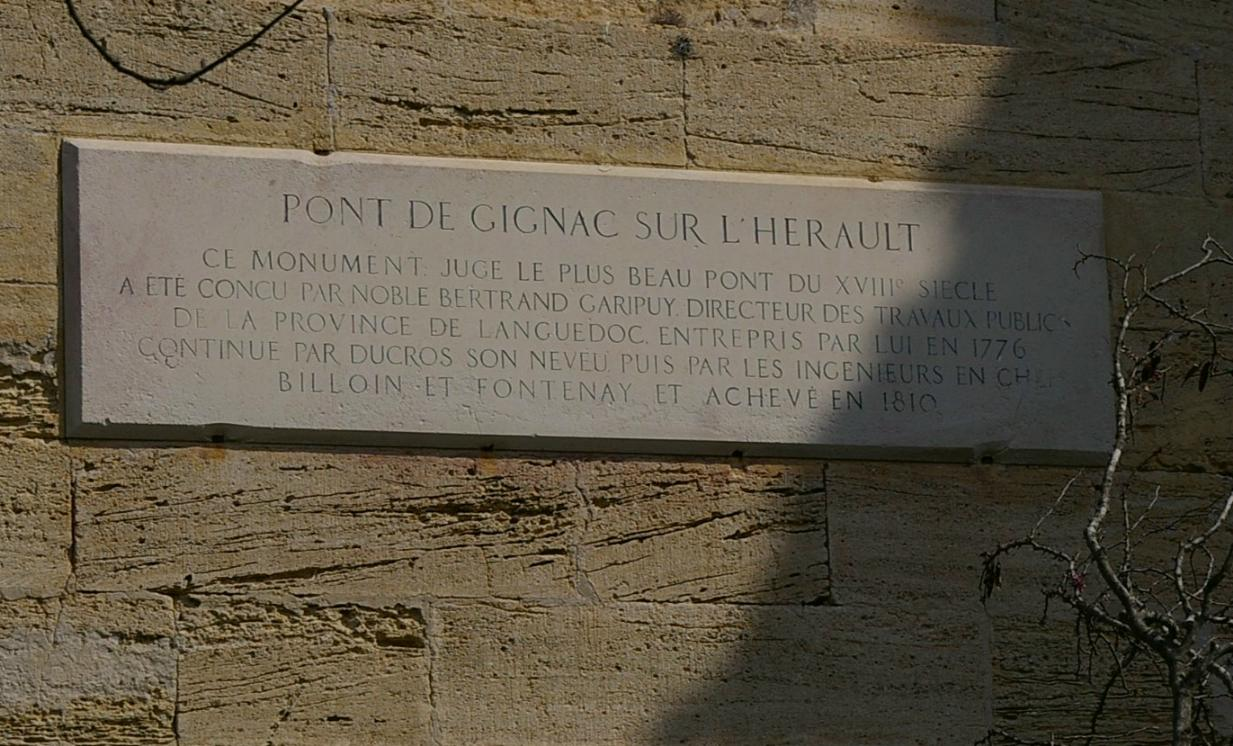
Plaque descriptive du site.
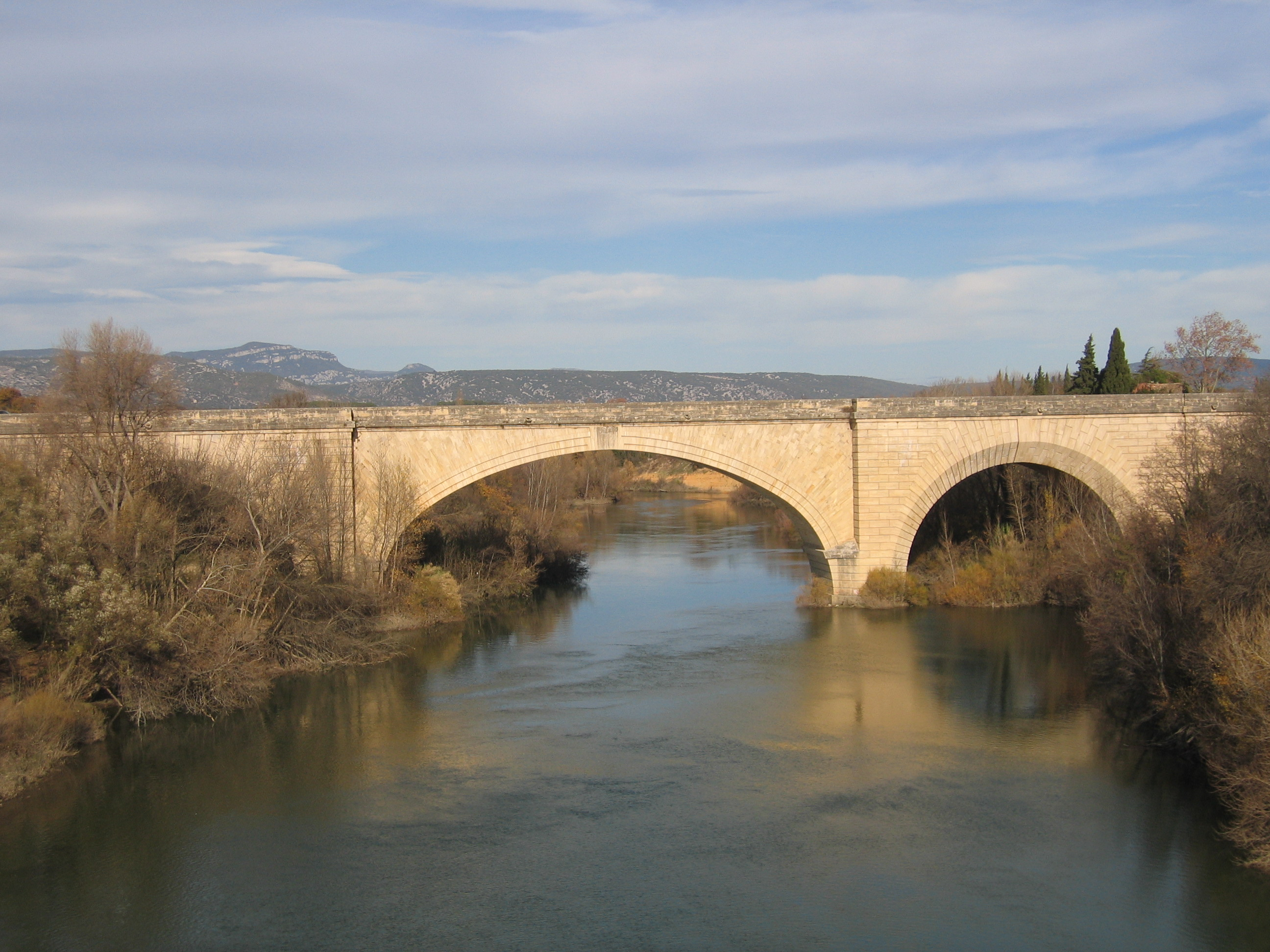
Le pont du chemin de fer de l'Hérault.
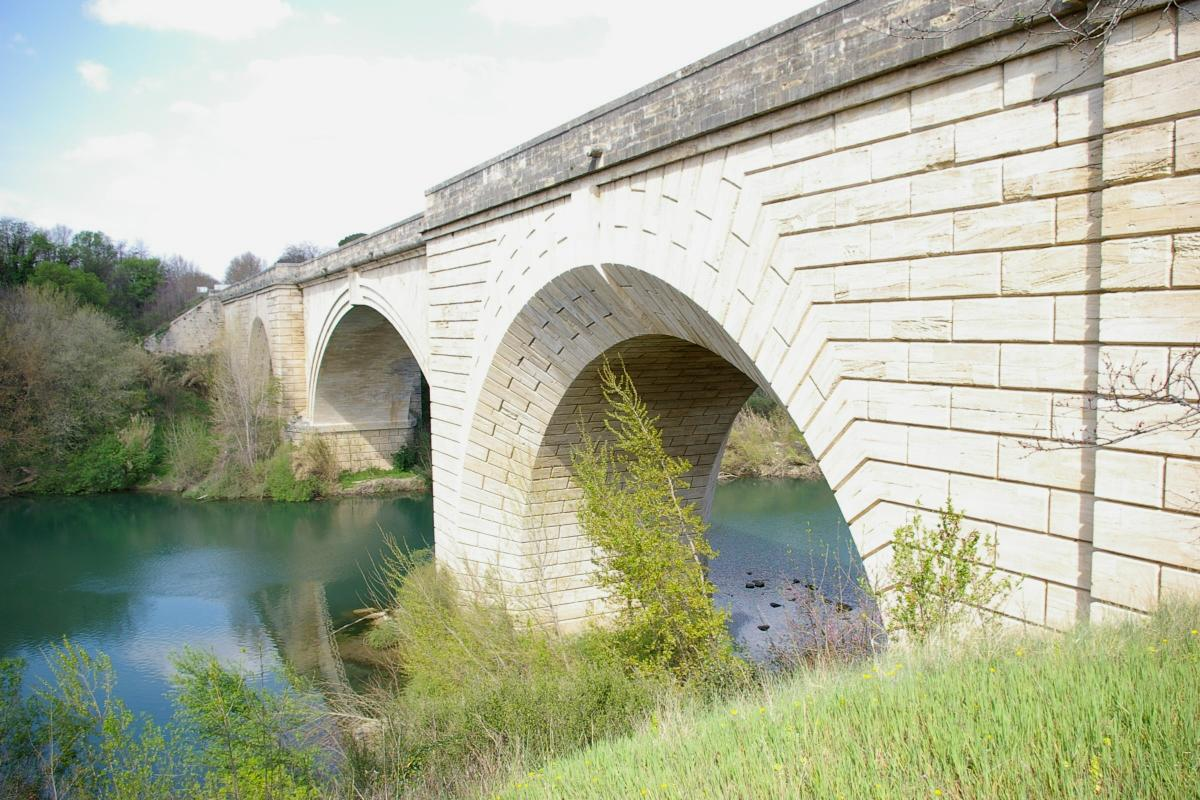
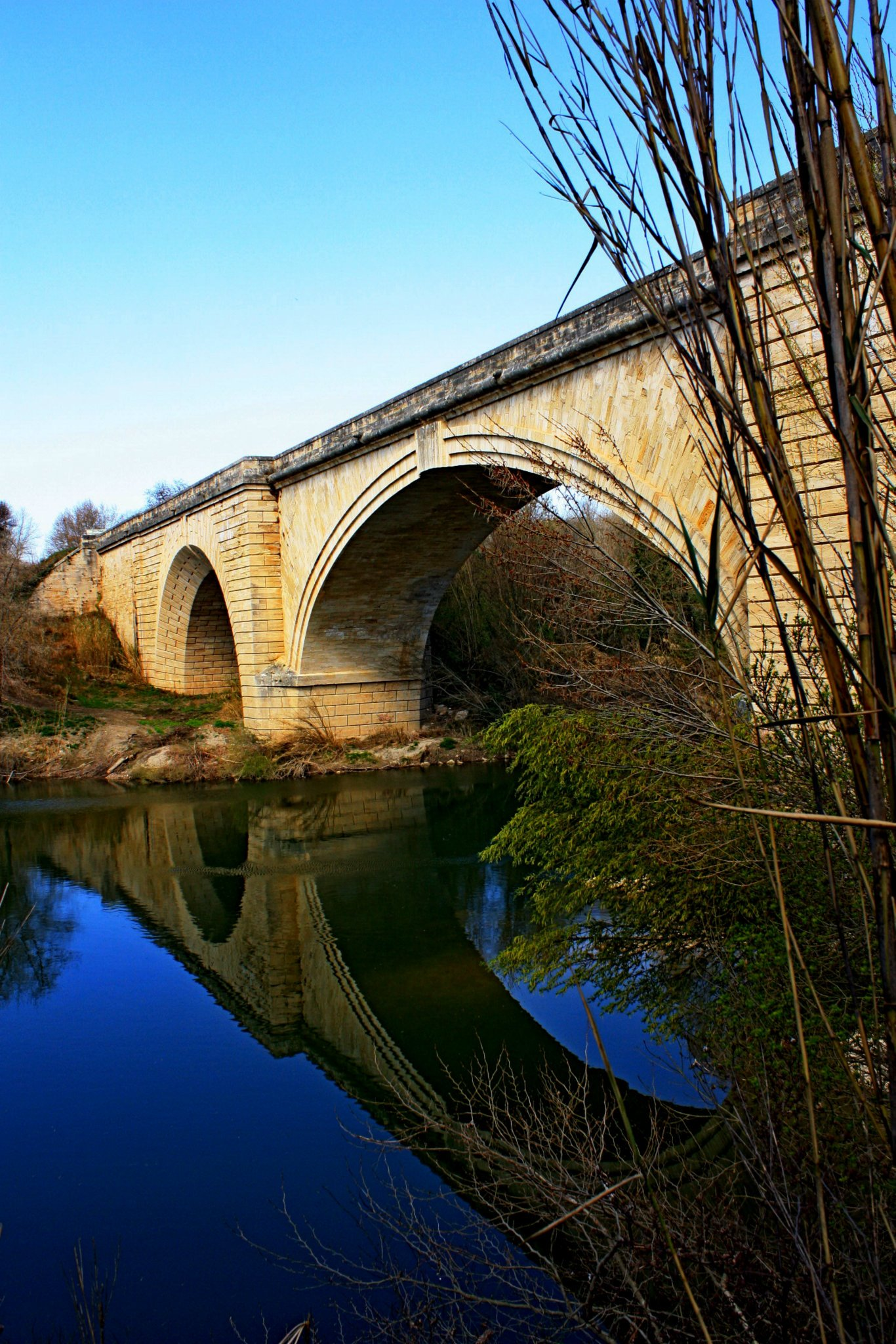
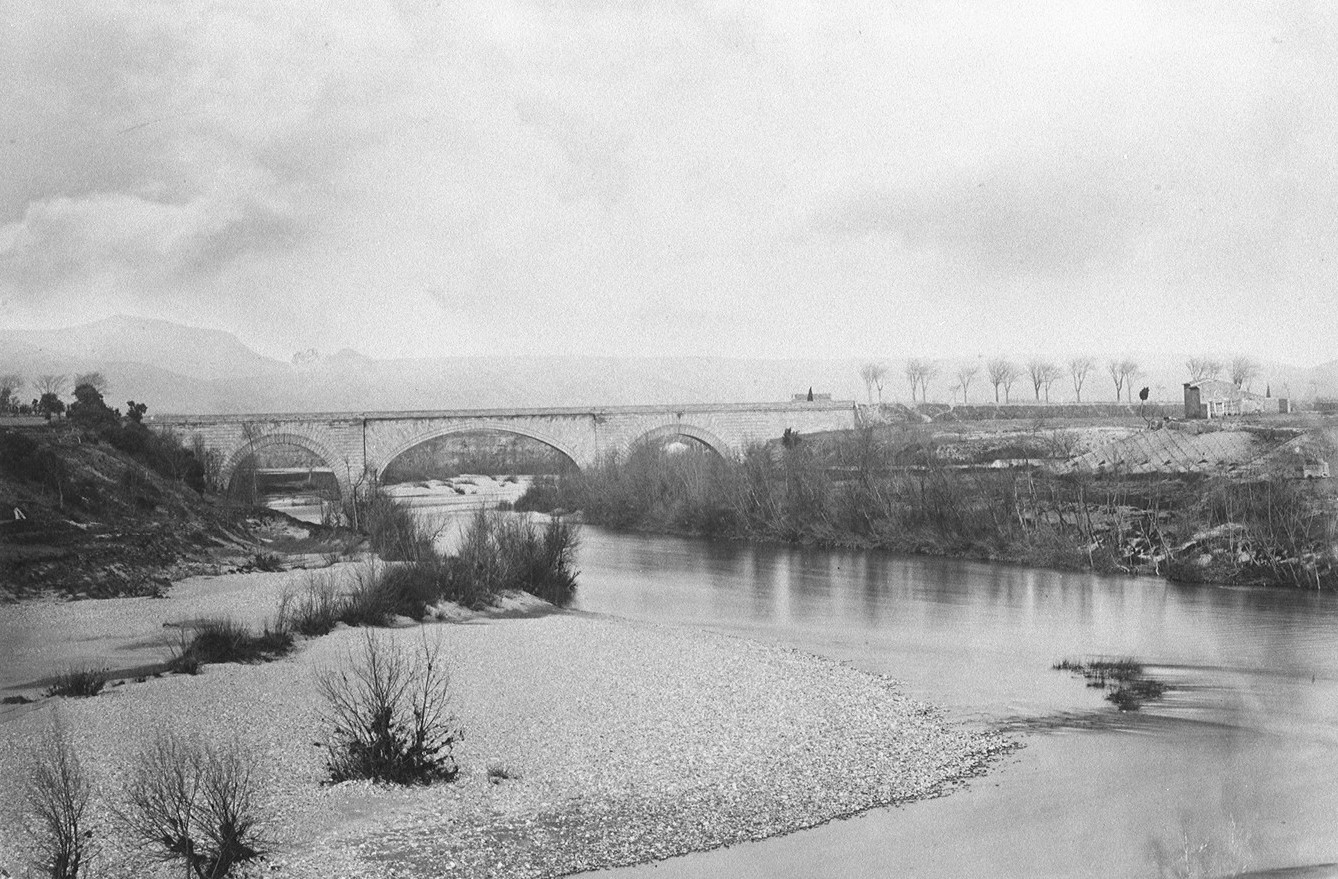
Pont sur l'Hérault à Gignac (Hérault).